# Loma del Zorrillo
Loma del Zorrillo är en ort i Mexiko.   Den ligger i kommunen Rosario och delstaten Sinaloa, i den centrala delen av landet, 800 km nordväst om huvudstaden Mexico City. Loma del Zorrillo ligger 23 meter över havet och antalet invånare är 341.
Terrängen runt Loma del Zorrillo är huvudsakligen platt, men österut är den kuperad. Runt Loma del Zorrillo är det glesbefolkat, med 15 invånare per kvadratkilometer. Närmaste större samhälle är Escuinapa de Hidalgo, 15,0 km sydost om Loma del Zorrillo. Omgivningarna runt Loma del Zorrillo är en mosaik av jordbruksmark och naturlig växtlighet.